# Successione di Thue-Morse

Animazione che mostra l'inizio della costruzione della successione di Thue–Morse

La successione di Thue-Morse, chiamata anche successione di Prouhet-Thue-Morse, è una sequenza di cifre binarie che trova applicazioni in vari settori della matematica.
La successione inizia con:
0110100110010110100101100110100110010110011010010110100110010110...
Agli 0 e agli 1 si può sostituire qualunque altra coppia di simboli, senza che la struttura logica della successione ne risenta.

## Storia
La successione di Thue-Morse è stata originariamente studiata dal matematico Eugène Prouhet nel 1851, che la applicò alla teoria dei numeri senza però definirla esplicitamente. Il primo a farlo fu, nel 1906, Axel Thue, che usò la sequenza per fondare la combinatoria delle parole. Tuttavia, la successione fu portata all'attenzione della comunità internazionale solo nel 1921, grazie al lavoro di Marston Morse che la applicò alla geometria differenziale.
La successione di Thue-Morse è stata riscoperta indipendentemente diverse volte, anche da matematici non professionisti. Per esempio il gran maestro di scacchi, ex-campione del mondo e docente di matematica Max Euwe ha scoperto nel 1929 un modo di usare la successione per aggirare una regola degli scacchi che considera la partita finita in patta in caso di ripetizioni continuate di sequenze di mosse (a quei tempi la regola richiedeva che le posizioni ripetute della scacchiera fossero consecutive, è stata poi modificata in modo che la triplice ripetizione anche non consecutiva di una posizione facesse terminare con una patta la partita) e prolungare infinitamente il gioco, sfruttando la sua proprietà di essere priva di sottostringhe ripetute tre volte consecutive.

## Definizione

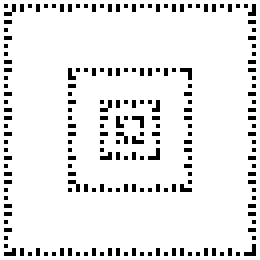
Gli elementi della successione di Thue-Morse disposti in quadrati concentrici, dall'interno verso l'esterno. Qui i trattini corti rappresentano gli 0, e i lunghi gli 1. Si notino le differenze strutturali (evidenti negli angoli) tra i livelli pari e dispari.

Esistono diversi modi equivalenti di definire la successione di Thue-Morse.

### Definizione diretta
L'{\displaystyle n}-esimo numero della successione di Thue-Morse è 0 se l'espressione di n in base 2 contiene un numero pari di 1, ed è uno se ne contiene una quantità dispari. Per esempio l'espressione binaria del numero 5 è 101, che contiene due cifre 1: quindi il quinto simbolo della successione di Thue-Morse è 0. Denotiamo con {\displaystyle t_{n}} l'{\displaystyle n}-esimo numero della successione di Thue-Morse. Il matematico John Conway ha definito numero odioso ogni numero intero {\displaystyle n} tale che {\displaystyle t_{n}=1} e numero malvagio ogni numero intero tale che {\displaystyle t_{n}=0} (si tratta di un gioco di parole, nella lingua inglese, tra odious e evil, che significano "odioso" e "malvagio", e odd ed even, che significano "dispari" e "pari").

### Come sequenza ricorsiva
La successione di Thue-Morse è la sequenza che soddisfa la proprietà che, se {\displaystyle t_{n}} è l'{\displaystyle n}-esimo elemento della successione di Thue-Morse, allora:
{\displaystyle t_{0}=0;}
{\displaystyle t_{2n}=t_{n},}
{\displaystyle t_{2n+1}=1-t_{n},}
per qualunque numero intero positivo {\displaystyle n.}

### Come L-sistema
La successione di Thue-Morse è l'output del seguente sistema di Lindenmayer:
```
variabili
 0 1

costanti
 nessuna

inizio
 0

regole
 (0 → 01), (1 → 10)
```

Questo significa che può essere ottenuta iniziando da uno 0 e operando la sostituzione tutti gli 0 con 01 e tutti gli 1 con 10, e ripetendola all'infinito. Si noti che questo procedimento lascia invariati i valori iniziali della stringa, mentre ogni iterazione raddoppia il numero di cifre.

### Definizione per negazione bit per bit
La successione di Thue-Morse, se considerata come sequenza di bit, può essere definita ricorsivamente mediante la negazione, aggiungendo a ogni passaggio alla sequenza il suo esatto opposto. Quando si posseggono i primi 2n elementi della stringa, si può così conoscerne i successivi 2n, che consistono nel bit opposto alla prima metà. Per esempio, sapendo che il primo bit è uno 0, dato che la sua negazione è 1 il bit successivo sarà 1; e dato che la negazione di 01 è 10 i successivi due bit saranno 10; e così via. I primi passaggi sono i seguenti:
- T0 = 0.
- T1 = 01.
- T2 = 0110.
- T3 = 01101001.
- T4 = 0110100110010110.

Costruzione della sequenza di Thue-Morse con il metodo della negazione bit per bit

- T5 = 01101001100101101001011001101001.
- T6 = 0110100110010110100101100110100110010110011010010110100110010110.

### Come prodotto infinito
La successione di Thue-Morse può essere definita come la successione di 0 e 1 che soddisfa la seguente relazione:
{\displaystyle \prod _{i=0}^{\infty }(1-x^{2^{i}})=\sum _{n=0}^{\infty }(-1)^{t_{n}}x^{n},}
sempre considerando {\displaystyle t_{n}} come l'{\displaystyle n}-esimo elemento della successione.

## Proprietà matematiche

Cinque matrici binarie quadrate che se lette linea per linea esprimono i primi elementi della successione di Thue-Morse. Ciascuna è ottenuta accostando in un quadrato quattro delle matrici precedenti, di cui due ribaltate.

Essendo la successione di Thue-Morse costruibile per negazioni e aggiunte successive, tramite il metodo della negazione dei blocchi di bit, essa contiene molti quadrati: ossia sottostringhe ripetute nella forma xx, dove x è una sequenza di bit. Non ci sono invece cubi, cioè stringhe nella forma xxx. Non vi sono nemmeno quadrati sovrapposti, cioè stringhe 0x0x0 oppure 1x1x1. Per tutti gli {\displaystyle n>1}, il pezzo della successione di Thue-Morse dall'inizio a {\displaystyle t_{2n}} è palindroma. Inoltre, contando gli 1 tra due 0 consecutivi in {\displaystyle t_{2n}} (cioè fino a {\displaystyle t_{2^{n}}}) e chiamando {\displaystyle q_{n}} come la stringa ottenuta concatenando tali valori (per esempio {\displaystyle q_{1}=2} e {\displaystyle q_{2}=2102012}), {\displaystyle q_{n}} è sempre una stringa palindroma e priva di quadrati. Questo perché {\displaystyle T_{n}} non contiene mai quadrati sovrapposti e {\displaystyle T_{n}} è sempre palindromo.
La successione di Thue-Morse, pur non essendo una successione periodica, è una sequenza ricorrente: ciò vuol dire che, prendendo una qualunque stringa {\displaystyle x} al suo interno, esiste sempre una lunghezza {\displaystyle L_{x}} (solitamente molto più grande della lunghezza di {\displaystyle x}) tale che qualunque pezzo della successione contenga sempre {\displaystyle x} almeno una volta. L'esponente critico della successione è 2. Definendo un'endofunzione {\displaystyle f(S)} sull'insieme delle sequenze binarie, che operi su una sequenza sostituendo tutti gli 0 con 01 e tutti gli 1 con 10, la successione di Thue-Morse rimarrà invariata dall'applicazione di {\displaystyle f}: ossia {\displaystyle f(T)=T}, e {\displaystyle T} è dunque un punto fisso di {\displaystyle f}. L'unico altro punto fisso è quello che si ottiene negando la successione di Thue-Morse stessa, ossia sostituendo tutti gli 0 con 1 e viceversa; si tratta quindi sostanzialmente dell'unico punto fisso della funzione {\displaystyle f}.

### Funzione generatrice
Definendo {\displaystyle F(x)} come la funzione generatrice della successione di Thue-Morse nel campo finito {\displaystyle \mathrm {GF} (2)}:
{\displaystyle F(x)=0+1x+1x^{2}+0x^{3}+1x^{4}+\dots }
si può dimostrare che {\displaystyle F} soddisfa l'equazione quadratica:
{\displaystyle (1+x)F^{2}+F\equiv {\frac {x}{1+x^{2}}}(\mod {2}).}
Questa equazione ha due soluzioni: la successione di Thue-Morse e la sua complementare, che si ottiene sostituendo gli 0 con gli 1 e gli 1 con gli 0.

### Legami con √2 e π
Valgono le seguenti relazioni:
{\displaystyle \prod _{n=0}^{\infty }{\left({\frac {2n+1}{2n+2}}\right)}^{(-1)^{t_{n}}}={\frac {\sqrt {2}}{2}};}
{\displaystyle \prod _{n=0}^{\infty }{\left({\frac {2n+1}{2n+2}}\right)}^{2t_{n}}\left({\frac {2n+3}{2n+2}}\right)={\frac {2{\sqrt {2}}}{\pi }};} 
{\displaystyle \prod _{n=0}^{\infty }{\left({\frac {2n+1}{2n+2}}\right)}^{2(1-t_{n})}\left({\frac {2n+3}{2n+2}}\right)={\frac {\sqrt {2}}{\pi }}.} 

## Applicazioni

### Nel problema di Prouhet–Tarry–Escott
Il problema di Prouhet-Tarry-Escott chiede di trovare, dati due numeri interi {\displaystyle a>0} e {\displaystyle p\geq 0}, una partizione dell'insieme dei numeri naturali da 0 ad {\displaystyle a-1} in due sottoinsiemi disgiunti tali che ognuna delle somme delle potenze fino alla {\displaystyle p}-esima dei rispettivi elementi sia la stessa, ovvero:
{\displaystyle \sum _{x\in S_{0}}x^{r}=\sum _{x\in S_{1}}x^{r}}
per ogni esponente intero {\displaystyle r} da 1 a {\displaystyle p}. Il problema ha sempre almeno una soluzione se {\displaystyle a} è un multiplo di {\displaystyle 2^{p+1}}, che si ottiene mettendo nel sottoinsieme {\displaystyle S_{0}} i numeri {\displaystyle n} per cui {\displaystyle t_{n}=0} (cioè i numeri malvagi) e nel sottoinsieme {\displaystyle S_{1}} i numeri {\displaystyle n} per cui {\displaystyle t_{n}=1} (i numeri odiosi), o viceversa.
Dato un qualunque insieme {\displaystyle S} di {\displaystyle a} elementi disponibili in una progressione aritmetica, dal teorema binomiale segue inoltre che se {\displaystyle a} è un multiplo di {\displaystyle 2^{p+1}} esiste sempre almeno una partizione dell'insieme delle {\displaystyle p}-esime potenze degli elementi di {\displaystyle S} in due sottoinsiemi le cui somme degli elementi siano uguali.

### La successione come grafico di Turtle

La curva di Koch, un frattale ottenibile dalla successione di Thue-Morse

Un grafico di Turtle è una curva ottenuta in base a una sequenza e a uno schema di istruzioni prefissato. La successione di Thue-Morse codifica la curva di Koch, usando come input e le seguenti istruzioni:
- se {\displaystyle t(n)=0}, vai avanti di una unità di lunghezza;
- se {\displaystyle t(n)=1}, ruota in senso antiorario di 60°.

Ciò illustra la natura autosomigliante della successione.

### Nella distribuzione delle risorse
La successione di Thue-Morse fornisce una soluzione ai problemi di distribuzione di risorse tra due contendenti. Per esempio, se A e B vogliono spartirsi un gruppo di elementi, volendo trovare un modo per evitare che uno dei due abbia la possibilità di scegliere elementi di qualità maggiore occorre che ad A spetti la 1°, 4°, 6°, 7°, ecc. scelta (uno più i numeri ordinali malvagi) e a B la 2°, 3°, 5°, 8°, ecc. scelta (uno più i numeri odiosi). Questa proprietà può anche essere applicata, per esempio, per suddividere il contenuto di una caffettiera in un dato numero di tazze di caffè con uguale concentrazione di soluti, e quindi con uguale sapore.
Questo è stato provato dal matematico Robert Richman che, pur senza nominare esplicitamente la successione, ha descritto le relazioni delle funzioni gradino descritte da Tn nell'intervallo [0,1] con la funzione di Walsh e la funzione di Rademacher. Richman ha mostrato che la loro n-esima derivata può essere espressa in termini di Tn, e che quindi la funzione a gradino descritta da Tn è ortogonale ai polinomi di grado n-1.